# Battaglia di Fowltown
La battaglia di Fowltown fu uno scontro di confine avvenuto tra le truppe dell'esercito degli Stati Uniti e la tribù dei Bastoni Rossi nel novembre 1817, da molti considerato l'apertura delle guerre seminole, che avrebbero insanguinato la Florida per oltre trent'anni.

## Preludio
I Bastoni Rossi erano una tribù originariamente appartenente al popolo Creek, alleata con il Regno Unito a causa della rapacità dei coloni americani. Durante la guerra del 1812 i Bastoni Rossi insorsero quindi contro gli Stati Uniti, scatenando la guerra creek. I nativi tuttavia, nonostante i rifornimenti britannici, non avevano numeri e risorse sufficienti per competere con gli statunitensi, che nel 1814 infine li sconfissero e li costrinsero a cedere la maggior parte delle loro terre, soprattutto in Georgia.
La maggioranza dei Bastoni Rossi fu quindi costretta a migrare verso sud, stanziandosi nella zona di Fort Scott, sul confine con l'allora Florida spagnola, dove cominciarono ad integrarsi con i locali Seminole. Cominciarono tuttavia ad esserci tensioni tra nativi e coloni locali, con risse, furti di bestiame e perfino omicidi ormai all'ordine del giorno.
Il generale Edmund P. Gaines allora ammonì il capo locale Billy Bowlegs che, continuando a quel modo, l'esercito americano avrebbe preso delle contromisure. Avuta notizia dei preparativi americani Nemathla, capo del villaggio di Fowltown, a poche miglia da Fort Scott, ne avvertì il comandante, il maggiore David E. Twiggs, intimandogli di non portare le proprie truppe in territorio indiano. Twiggs non accettò l'ultimatum e si rivolse direttamente al generale Andrew Jackson, che lo autorizzò ad espellere i Bastoni Rossi con l'uso della forza. Egli invitò allora Nemathla a Fort Scott per parlamentare, tuttavia il capovillaggio rifiutò e Gaines autorizzò Twiggs ad intervenire.

## Battaglia
Twiggs partì con 250 uomini da Fort Scott la sera del 20 novembre 1817, e dopo una marcia notturna colse di sorpresa il villaggio di Fowltown la mattina successiva, uccidendone alcuni abitanti e costringendo gli altri a fuggire nelle paludi circostanti. Considerando svolto il proprio dovere, Twiggs tornò allora a Fort Scott.
Alcuni giorni dopo una colonna di 300 soldati americani al comando del tenente colonnello Arbuckle passò da Fowltown per verificare l'effettiva espulsione dei nativi, solo per essere attaccata da una sessantina di guerrieri in un'imboscata. Lo scontro durò solo pochi minuti, e i Bastoni Rossi si ritirarono definitivamente dopo aver ucciso un soldato e averne feriti due, lasciando sul campo otto guerrieri.

## Conseguenze
La battaglia di Fowltown, benché uno scontro di entità marginale, ebbe gravi conseguenze.
I Bastoni Rossi, capendo che la zona non era più sicura per loro, si ritirarono verso sud nel territorio dei Seminole, avvertendoli che era imminente un attacco statunitense contro di loro. Alcuni guerrieri rimasero comunque nascosti nella zona, e nei giorni seguenti tormentarono i militari di Fort Scott con atti di sabotaggio e guerriglia. Ciò causò la reazione violenta del governo statunitense, che entrò allora in stato di guerra aperta con i nativi della Florida, di fatto cominciando la prima guerra seminole.
Il primo a riconoscere la gravità della battaglia di Fowltown fu David B. Mitchell, ex-governatore della Georgia e agente indiano, che davanti alla commissione del Senato degli Stati Uniti la denunciò come un atto di violenza non necessaria contro i nativi, addossando di conseguenza l'intera responsabilità della conseguente guerra all'allora maggiore Twiggs (in seguito asceso ai vertici dell'esercito statunitense).